# Факультет математики и естественных наук Хельсинкского университета

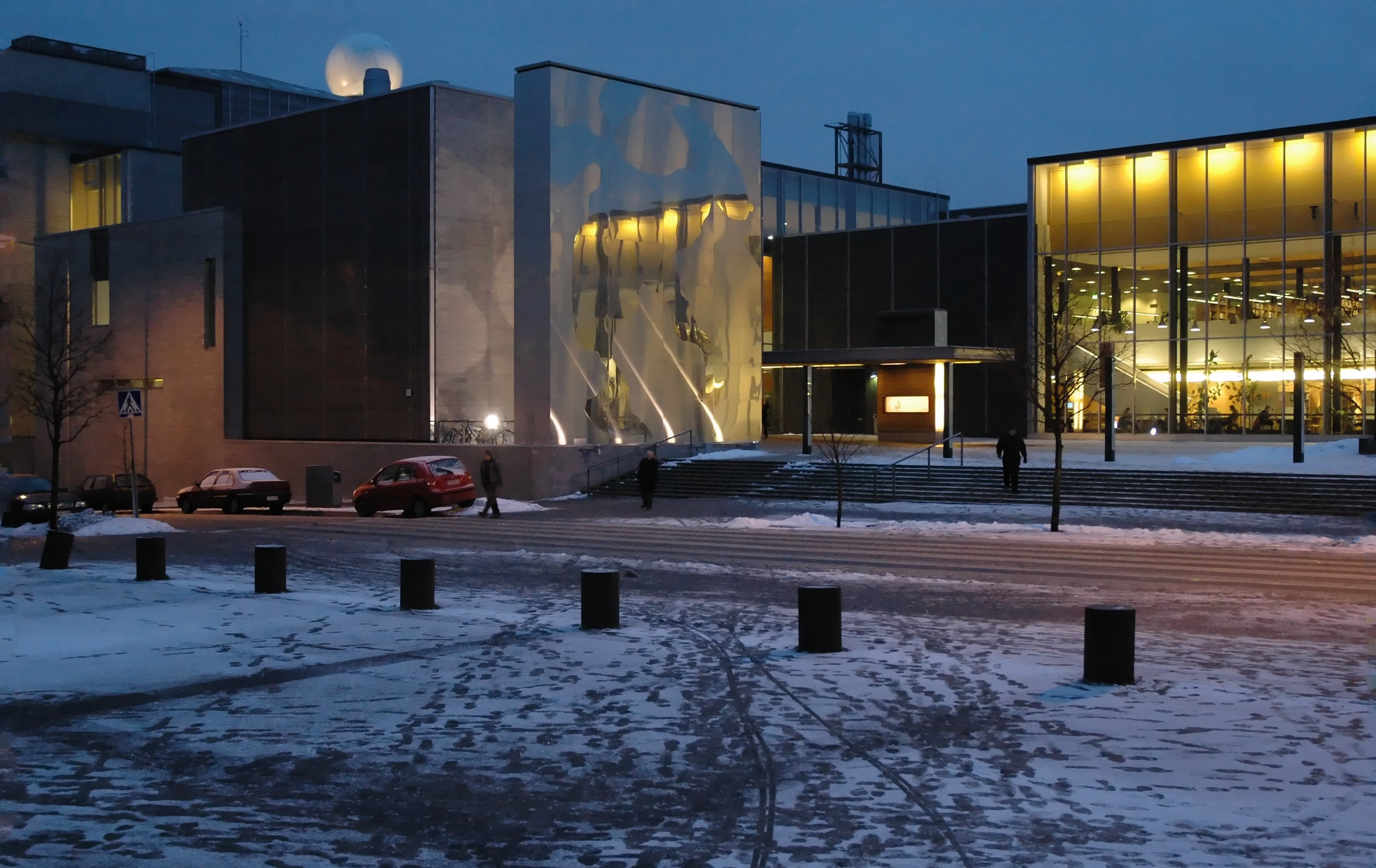
Специалисты в области физических наук, наук о Земле и географии проходят подготовку в здании Physicum на территории кампуса Кумпула.

Факультет математики и естественных наук Хельсинкского университета, расположенный в научном кампусе Кумпула , является одним из 11 факультетов Хельсинкского университета.
Эмблема факультета — оранжевое пламя Прометея с тремя перекрывающимися квадратами.

## История
Традиции факультета математики и естественных наук начинаются в 1640 г. В то время на философском факультете Королевской Академии Або было семь профессоров, две из которых были профессорами естественных наук, то есть профессорами математики и астрономии, а также физики и ботаники.
 В 1852 году в Императорском Александровском Университете было принято решение о разделении философского факультета на физико-математический и историко-лингвистический в начале следующего года. Кафедры следует рассматривать как самостоятельные факультеты в том смысле, что у каждого был свой декан.
В 1924 году название кафедры изменено на Математико-естественную. 
В 1992 факультет получил название математики и естествознания.
С начала 2004 года кафедра фармации была отделена от факультета в отдельный факультет, а кафедры наук о жизни, экологии и систематики и экологии окружающей среды были объединены в новый факультет наук о жизни.
1 января 2018 года в Хельсинкском университете вступила в силу реформа регламентов, когда университет перешел на вневедомственную структуру факультетов. На факультете математики и естествознания бывшие предметные отделения были заменены программами на получение степени, а персонал управляется через структуру отделов.

## Администрация
С 1 августа 2018 г. факультет возглавляет и. о. Декан, профессор аналитической химии Марья-Лийза Риеккола, которая также отвечает за исследования и исследовательскую инфраструктуру. За образование и международные отношения отвечает заместитель декана, профессор компьютерных наук Ханну Тойвонен .
Высшим руководящим органом факультета является совет факультета, состоящий из 18 человек, в котором представлены профессора (8 шт), другие преподаватели и исследователи и прочий персонал (5 шт), а также студенты (5 шт).
Факультет имеет ряд программ, кафедр и научно-исследовательских институтов .

## Обучение
На факультете обучается около 5300 студентов бакалавриата . Около 500 аспирантов и 73 профессора.
Преподавание на факультете математики и естествознания начинается 8 мая — в бакалавриате , 13 — в магистратуре, 7  — докторской программе . Магистерские программы многоязычны, то есть преподавание ведется на английском языке, за исключением магистерских программ по математике, физике и химии. В программах получения степени есть команды менеджеров, которые готовят учебные программы и утверждают предложения по оценке магистерских диссертаций..
Факультет математики и естественных наук — единственное учебное заведение, преподается метеорология и геофизика в Финляндии . Факультет также ведет преподавание на шведском языке географии . В 2019 году на факультете будет запущена англоязычная программа бакалавриата естественных наук с присвоением степени бакалавра наук (BSc).
Программы бакалавриата факультета — это физические науки, науки о Земле, химия, география, математические науки, информатика, а также программа бакалавриата по математике, физике и химии. Заявки на участие в программах подаются через основное приложение или заявку на перевод, либо на основании открытого обучения в университете . Программы на получение степени разделены на области обучения и могут быть завершены как бакалавр наук (LuK).
Магистерские программы факультета: физика элементарных частиц и астрофизические науки, наука о данных, информатика наук о жизни, геология и геофизика, атмосферные науки, урбанистика и планирование, химия и молекулярные науки, геология и математика, математика. .
Докторские программы Высшей школы естественных наук : физика элементарных частиц и исследования Вселенной (PAPU), науки о Земле (GEODOC), атмосферные науки (ATM-DP), химия и молекулярные науки (CHEMS), математика и статистика (DOMAST), материаловедение (MAT) и материаловедение и нанонауки. Программы могут привести к получению лиценциата философии (FL) или доктора философии (FT).

## Структура
На факультете естественных наук были следующие секции (английское отделение).
- Кафедра физики
- Кафедра наук о Земле и географии (в т. Институт сейсмологии)
- Атар Центр атмосферных наук
- Кафедра химии (в т. Институт проверки Конвенции о химическом оружии ВЕРИФИН)
- Кафедра математики и статистики
- Департамент компьютерных наук (в т. Институт исследований информационных технологий HIIT)

В связи с факультетом Институт физики (HIP) также функционирует как отдельная кафедра .